# Корокондама
Корокондама (др.-греч. Κοροκονδάμη) — один из городов Боспорского государства.

Упоминается Страбоном и другими античными авторами. Вероятно, Корокондама находилась на южном берегу Таманского залива (называвшегося в древности Корокондамитским озером), на мысе Тузла. Здесь сохранились остатки античного поселения и его некрополя, который с середины XIX века неоднократно подвергался археологическим раскопкам. Поселение существовало с VI века до н. э. по IV век н. э. и имело смешанное население (греки, синды, меоты).